# APRS
APRS (Automatic Position Reporting System) é um Sistema de uso dos radioamadores, criado pelo radioamador americano Bob Bruninga (WB4APR) da Academia Naval dos Estados Unidos.
Com a utilização de programas (softwares) específicos, o radioamador consegue aliando rádio e GPS (Global Positioning System), manter contatos em longas distâncias, sem a preocupação com a abertura de propagação e frequências.O sistema é muito utilizado por radioamadores para a localização de veículos terrestres, náuticos e aeronaves. O sistema aliado ao rádio é uma ferramenta sofisticada de rastreamento global, e apoio em caso de comunicações emergenciais. São utilizados, também, sinais de satélites que transmitem condições climáticas.
No Brasil a frequência utilizada para esta modalidade é 145.570 MHz em VHF e 433.025 MHz em UHF. O sistema é definido como de utilidade pública, pois antes de tudo visa o auxílio ao próximo. Para fazer parte deste seleto grupo, basta que o interessado preste os devidos exames junto ao órgão Fiscalizador de Telecomunicações e obtenha o Certificado e Licença de Operador de Estação Radioamadora.
A cobertura da rede APRS se dá, basicamente, pela existência de estações de digi repetição e/ou estações de conexão com a rede mundial, sendo que são chamadas de digipeaters e igates/gates respectivamente. As estações digipeaters apenas retransmitem os pacotes que escutam de forma ordenada para não ocasionar looping na rede. Já as estações Gates/iGates são responsáveis por receber os pacotes que escutam e descarregarem na rede mundial APRS via Internet (bem como também podem transmitir alguns pacotes recebidos via Internet).
Ainda, o sistema APRS pode ser utilizado para telemetria de condições meteorológicas por meio de estações que podem ser montadas e terem seus dados transmitidos via rádio ou IP sendo descarregados diretamente na rede mundial APRS.
O APRS auxilia nas operações de Defesa Civil no Brasil reduzindo o tráfego de voz, evitando conversas repetitivas e, portanto, o uso econômico da largura de banda de rádio, pois colabora liberando as repetidora de fonia para atividades mais importantes, deixando algumas informações secundárias a serem transmitidas pelos rastreadores APRS, digipeaters e/ou estações fixas. Também é importante ressaltar que o APRS nas missões críticas provê troca de mensagens texto, como por exemplo "QTH / Diga-me a sua localização seja móvel ou fixa", pequenas listas de pessoas afetadas entre outros dados. Isso é importante durante uma situação tática ou de emergência, quando é necessário se concentrar em outros trabalhos importantes como por exemplo Busca e Salvamento.
Em locais de difícil acesso pequenas digipeaters podem ser instaladas de forma rápida e eficiente para envio de reportagens de posição ou mensagens curtas utilizando pequenas baterias em baixa potência, quando tais locais não é possível transportar equipamentos para montagens de repetidoras portáteis de fonia que demandam muita energia para transmissão de voz.
Já observamos utilizações desta ferramenta em terremotos, furações, tornados que auxiliaram na identificação de radioamadores nas ares atingidas com seus respectivos indicativos e frequências de chamada para formarem um Rede de Emergência.
O APRS pode ser considerado uma excelente ferramenta para auxilio em busca e salvamento em aeronaves e embarcações de pequeno porte que as possuem, devido ao seu baixo custo de implantação, assim como para auxilio a equipe de resgate em áreas inóspitas, montanhas e cumes.
No Brasil possuímos ótimos projetos de Hardware / Software APRS, dentre eles ressaltamos a ExtDigi, BravoDIGI, BravoTracker, APBK-Gate.

## Como funciona uma Digipeater APRS?
A operação convencionalmente opera em uma frequência simplex definida de acordo com a localidade e legislações vigentes.
As estações base / móvel que estão operando via RF transmitem os pacotes nesta frequência simplex de APRS. A estação repetidora de pacotes (digipeater) recebe-os e logo em seguida retransmite-os afim de que o pacote chegue até outras estações que operam via rádio e também estações iGate com conexão de Internet para publica-los na rede mundial APRS-IS. As repetições do pacote obedecerão as configurações WIDE (que são feitas na estação originadora do pacote) que indicam até quantas vezes ele será repetido.
O APRS pode ser operado totalmente via rádio, em modo híbrido e totalmente via internet (wifi, 3g e etc).